# Candela, Coahuila
Candela là một đô thị thuộc bang Coahuila, México. Năm 2005, dân số của đô thị này là 1672 người.